# Gaura demareei
Gaura demareei là một loài thực vật có hoa trong họ Anh thảo chiều. Loài này được P.H.Raven & D.P.Greg. mô tả khoa học đầu tiên năm 1972.